# ۱۶۲۵ (میلادی)
۱۶۲۵ (میلادی) هزار و ششصد و بیست و پنجمین سال تقویم میلادی است.

## رویدادها
- نبرد بغداد (۱۶۲۵)

## زادگان
- ۲۴ سپتامبر – یوهان د ویت، ریاضی‌دان هلندی (د. ۱۶۷۲)

## درگذشتگان
- ۷ مارس – یوهان بایر، ستاره‌شناس آلمانی (ز. ۱۵۷۲)
- ۱ ژوئن – اونوره دورفه، شاعر فرانسوی (ز. ۱۵۶۸)
- ۲۷ مارس – جیمز یکم (انگلستان)، نویسنده و شاعر بریتانیایی (ز. ۱۵۶۶)